# Lavey VD

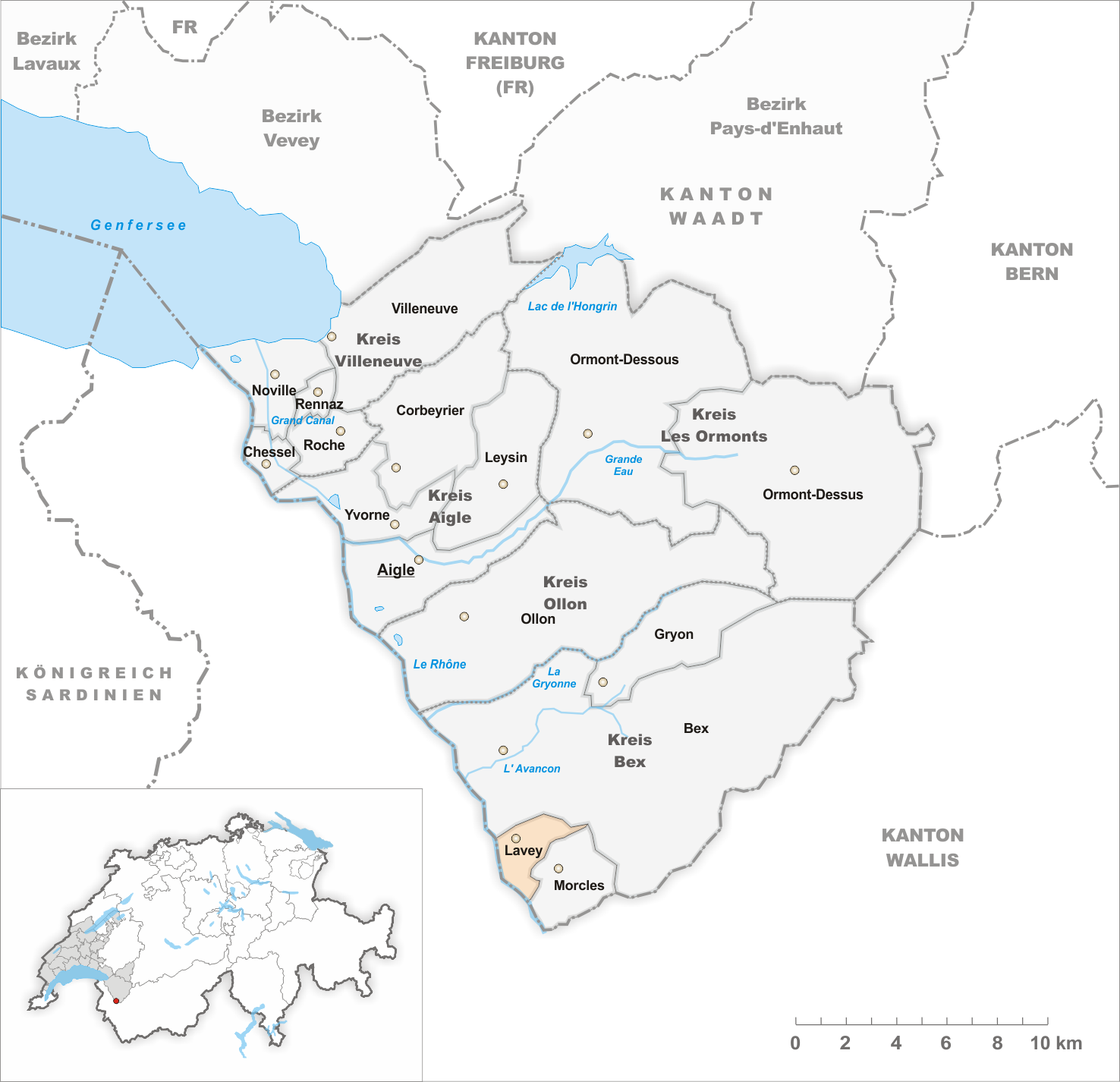
Gemeindestand vor der Fusion am 1. Januar 1852

Lavey war eine Gemeinde im Bezirk Aigle im Kanton Waadt in der Schweiz. Sie bestand bis 1851, als Lavey und Morcles zur neuen Gemeinde Lavey-Morcles fusionierten.